# Berthe de Courrière
Berthe de Courrière (junio de 1852, Lille-14 de junio de 1916,  París) fue una demimondaine francesa que sirvió de modelo a varios artistas. Fue amante, modelo y heredera del escultor y pintor Auguste Clésinger.

## Vida
Nacida como Caroline Louise Victoire Courrière en junio de 1852 en Lille, de Courrière partió hacia París a los 20 años y primero se convirtió en la amante del general Georges Boulanger y de varios ministros.  El escultor Auguste Clésinger, yerno de George Sand, destacó la figura regordeta de Courrière y sus proporciones gigantescas, lo que le valió los apodos de "la grande dame" (la gran señora) o "Berthe aux grands pieds" (Bertha de los grandes pies).  Fue su modelo para el busto de Marianne para el Senado, así como para la estatua colosal de la República para la Exposición Universal de 1878.  A la muerte de Clésinger, en 1883, Berthe fue su única heredera y se encontró con una gran fortuna. 
En 1886 conoció a Remy de Gourmont, que entonces hacía su debut literario, y le encargó que escribiera un memorial de Clésinger.  Se convirtió también para él en la amante y musa.  Gourmont vivió con ella, primero en la rue de Varenne y luego en el 71 de la rue des Saints-Pères, hasta su muerte en 1915; de Courrière lo hizo enterrar en el mismo sepulcro que Clésinger.  Murió en 1916 y fue enterrada junto a los dos hombres en la tumba de Clésinger en el Cementerio del Père Lachaise.  Las apasionadas cartas que Gourmont le dirigió durante el año 1887 se publicaron juntas en un solo volumen póstumo con el título Lettres à Sixtine (1921). 

## Ocultismo
De Courrière estaba interesada en el ocultismo y se vio envuelta en un asunto de misa negra que casi sale mal y le valió una estadía de un mes en un hospital psiquiátrico. En la madrugada del 8 de septiembre de 1890, la policía de Brujas fue informada de que una mujer desnuda deambulaba por la fortaleza cercana a Smedenpoort. Fue encontrada temblando debajo de un arbusto, presentaba síntomas de trastorno mental y fue llevada a la institución psiquiátrica Sint-Juliaan en Boeveriestraat, donde fue identificada como Berthe de Courrière.  El 6 de octubre, Gourmont viajó desde París y la sacó de la institución. Resultó que de Courrière había pasado la noche del 7 al 8 de septiembre en Moerstraat 36, casa del canónigo Louis Van Haecke, rector de la capilla de la Santa Sangre y supuesto exorcista.  También estuvo en contacto con el ex sacerdote Joseph-Antoine Boullan, quien fue laicizado por hereje.
Al parecer, De Courrière tendía al desequilibrio mental. Tuvo que ser internada una segunda vez en Bruselas en 1906,  y escribió un violento folleto, Nerón, príncipe de las ciencias,  contra Jean-Martin Charcot, que es característico del odio que a veces los pacientes dedican a su psiquiatra. 
Tenía una pasión morbosa por los eclesiásticos, a quienes trataba de seducir por todos los medios. Rachilde afirma haberla visto sacar de su faltriquera de tela bordada hostias consagradas para arrojarlas a los perros callejeros.  El interior de su residencia, según el pintor simbolista Henry de Groux, "es lo más heterogéneo que jamás hubiera podido imaginar en el gusto de este mundo medio pagano, medio católico, o así llamado. No hay más que casullas, manteles de altar, objetos de culto adaptados a los destinos más inesperados, custodias, corporales, dalmáticas, candelabros con velas multicolores, misteriosamente encendidos en rincones de sombra, cerca de un soberbio atril sobre cuyas alas se ven obras de Félicien Rops o del Marqués de Sade. El olor a benjuí, ámbar y esencia de rosa se sofocan alternativamente con los del incienso". 
Como practicante del culto a Satanás, su tumba en el cementerio de Père Lachaise todavía atrae a los amantes de las misas negras. 

## En la ficción
En 1889, Gourmont presentó a De Courrière a Joris-Karl Huysmans, quien basó en ella el personaje de Mme Hyacinthe Chantelouve en su novela Là-Bas (1891).  
Gourmont basó sus novelas Sixtine, roman de la vie cérébrale (1890)  y Le Fantôme (1893), ambas historias de erotismo religioso-sádico, en De Courrière. 